# Canton de Sainte-Croix-Volvestre
Le canton de Sainte-Croix-Volvestre est une ancienne division administrative française située dans le département de l'Ariège.

## Géographie
Ce canton était organisé autour de Sainte-Croix-Volvestre dans l'arrondissement de Saint-Girons. Son altitude variait de 266 m (Sainte-Croix-Volvestre) à 693 m (Contrazy) pour une altitude moyenne de 406 m.

## Composition
Le canton de Sainte-Croix-Volvestre regroupait 12 communes et comptait 2 092 habitants (population municipale) au 1er janvier 2010.
| Nom                      | Code Insee | Intercommunalité      | Superficie (km2) | Population (dernière pop. légale) | Densité (hab./km2) |
| ------------------------ | ---------- | --------------------- | ---------------- | --------------------------------- | ------------------ |
| Bagert                   | 09033      | CC Couserans-Pyrénées | 3,28             | 41 (2014)                         | 13                 |
| Barjac                   | 09037      | CC Couserans-Pyrénées | 2,78             | 40 (2014)                         | 14                 |
| Bédeille                 | 09046      | CC Couserans-Pyrénées | 9,46             | 75 (2014)                         | 7,9                |
| Cérizols                 | 09094      | CC Couserans-Pyrénées | 14,34            | 150 (2014)                        | 10                 |
| Contrazy                 | 09098      | CC Couserans-Pyrénées | 8,27             | 74 (2014)                         | 8,9                |
| Fabas                    | 09120      | CC Couserans-Pyrénées | 23,04            | 347 (2014)                        | 15                 |
| Lasserre                 | 09158      | CC Couserans-Pyrénées | 8,47             | 234 (2014)                        | 28                 |
| Mauvezin-de-Sainte-Croix | 09184      | CC Couserans-Pyrénées | 5,20             | 38 (2014)                         | 7,3                |
| Mérigon                  | 09190      | CC Couserans-Pyrénées | 6,33             | 115 (2014)                        | 18                 |
| Montardit                | 09198      | CC Couserans-Pyrénées | 7,26             | 191 (2014)                        | 26                 |
| Sainte-Croix-Volvestre   | 09257      | CC Couserans-Pyrénées | 19,66            | 636 (2014)                        | 32                 |
| Tourtouse                | 09313      | CC Couserans-Pyrénées | 11,87            | 142 (2014)                        | 12                 |

## Démographie
| 1962  | 1968  | 1975  | 1982  | 1990  | 1999  | 2006  | 2011  | 2012  |
| ----- | ----- | ----- | ----- | ----- | ----- | ----- | ----- | ----- |
| 2 388 | 2 084 | 1 999 | 1 944 | 1 891 | 1 940 | 2 059 | 2 091 | 2 096 |

## Représentation

### Conseillers généraux de 1833 à 2015
| Période | Période      | Identité                           | Étiquette     | Qualité                                                                                             |
| ------- | ------------ | ---------------------------------- | ------------- | --------------------------------------------------------------------------------------------------- |
| 1833    | 1848         | Baron Paul Verbigier de Saint-Paul |               | Maréchal de camp, Fabas                                                                             |
| 1848    | 1861         | Eugène Coutanceau                  |               | Juge de paix et propriétaire à Sainte-Croix                                                         |
| 1861    | 1866         | Gustave de Saint-Paul              | Droite        | Propriétaire - Maire de Fabas                                                                       |
| 1866    | 1877         | Vicomte Henry de Foix-Fabas        | Droite        | Propriétaire à Cazères (Haute-Garonne) Viguier d'Andorre                                            |
| 1877    | 1890         | Arthur Vayron                      | Droite        | Ancien ingénieur des chemins de fer à Saint-Girons                                                  |
| 1890    | 1895         | Léon Duclos                        | Républicain   | Maire de Cérizols                                                                                   |
| 1895    | 1904 (décès) | Bruno Plassan                      | Républicain   | Avocat, propriétaire à Sainte-Croix                                                                 |
| 1904    | 1925         | Eugène Pérès                       | Rad. puis RG  | Avocat à Toulouse Député (1906-1910) Sénateur (1914-1930) Maire de Sainte-Croix-Volvestre           |
| 1925    | 1940         | Jean Ragot                         | Rad.          | Ancien Chef de Cabinet civil du Ministre de la Guerre, Saint-Girons                                 |
|         |              |                                    |               | |
| 1943    | 1945         | Henri Géraud                       | Rad.          | Conseiller d'arrondissement, maire de Sainte-Croix-Volvestre Nommé conseiller départemental en 1943 |
|         |              |                                    |               | |
| 1945    | 1950 (décès) | Alfred Soumet                      | SFIO          | Instituteur Maire de Bédeille (1945-1950)                                                           |
| 1950    | 1979         | Charles Fauroux                    | SFIO puis UDR | Maire de Sainte-Croix-Volvestre (1945-1977)                                                         |
| 1979    | 2004         | Pierre Fauroux                     | PS            | Exploitant forestier, maire de Sainte-Croix-Volvestre (1977-2001)                                   |
| 2004    | 2015         | Alain Bari                         | DVD puis UMP  | Professeur de faculté Maire de Lasserre                                                             |

### Conseillers d'arrondissement (de 1833 à 1940)
| Période                                  | Période      | Identité                             | Étiquette               | Qualité |
| ---------------------------------------- | ------------ | ------------------------------------ | ----------------------- | --- |
| 1833                                     | 1834 (décès) | Jean Baptiste Barthet père           |                         | Propriétaire et négociant à Contrazy                                                                        |
| 1834                                     | 1839         | Jean Laurent Omer Rouaix (1784-1855) |                         | Notaire à Saint-Girons                                                                                      |
| 1839                                     | 1845         | M. de Foix                           |                         | Propriétaire à Fabas                                                                                        |
| 1845                                     | 1848         | M. Barthet fils                      |                         | Maire de Contrazy                                                                                           |
|                                          |              |                                      |                         | |
|                                          | 1871         | Auguste Jacques Soux                 |                         | Maire de Sainte-Croix-Volvestre                                                                             |
|                                          |              |                                      |                         | |
| 1886                                     | 1900 (décès) | M. Estrade                           | Républicain             | Huissier à Sainte-Croix-Volvestre                                                                           |
| 1900                                     | 1910         | Bernard Lougarre                     | Républicain ministériel | Maire de Sainte-Croix-Volvestre                                                                             |
| 1910                                     | 1928         | Victor Dechen                        | Radical                 | Propriétaire, maire de Tourtouse                                                                            |
| 1928                                     | 1940         | Henri Géraud                         | Radical                 | Médecin, maire de Sainte-Croix-Volvestre                                                                    |
| 1940                                     |              |                                      |                         | Les conseils d'arrondissement ont été suspendus par la loi du 12 octobre 1940 et n'ont jamais été réactivés |
| Les données manquantes sont à compléter. |              |                                      |                         | |